# 滝 (エッシャー)
『滝』（たき、オランダ語: Waterval) は、1961年10月に初めて印刷されたオランダの画家マウリッツ・エッシャーのリトグラフ。滝の底からの水が、水路に沿って下り坂を流れるような見た目で滝の頂上に到達するという永久機関を表している。
ほとんどの2次元の画家が相対比率を利用して奥行きの錯覚を作るのに対し、エッシャーはここなどで矛盾する比率を利用して視覚的なパラドックスを作る。滝を供給する水路（水道橋、リート）は、2つのペンローズの三角形の構造を持つ。ペンローズの三角形は1934年にオスカー・ロイテルスバルトにより設計され、1958年にロジャー・ペンローズにより独立に発見された不可能図形である。

## 描写
この絵は高架水道橋と水車を主な特徴とする水車小屋を描いている。水道橋は水車で始まり、その後ろに水を流す。水道橋の壁は下に向かっており、下り坂に傾斜していることを示唆している。水道橋は最初に左、次に右、最後に再び左と3回鋭く曲がっている。見る人はこの風景を斜めに見下ろす、つまり、見る人側の視点から見ると水道橋は上向きに傾いているように見える。また、見る人は右下から斜めに風景を見ている、つまり、見る人側の視点から見ると2つの左曲がりは互いにまっすぐに一直線上にあり、水車、前方への曲がり角、水道橋の端は全て一直線に並んでいる。2番目の左回りの角は1番目から出る柱で支えられ、他の2つの角は水車から出る柱の塔で支えられている。水は不可能な無限のサイクルで水道橋の端から水車の上に落ちる。エッシャーはこの絵のメモにおいて蒸発を補償するためにこの永久機関に定期的に水を加える必要があることを指摘している。ペンローズの階段を使うことは、エッシャーの『上昇と下降』（1960年）と平行している。この作品では水の流れではなく2列の修道士が4つの階段を回りながら無限に上り下りしている。
2つの支持塔は水道橋の上に続き2つの複合多面体がその頂上にあり、エッシャーの芸術家としての数学に対する関心を示している。左のものは3つの立方体の複合体である。右のものは菱形十二面体の星型多面体（もしくは3つの不規則な八面体の複合体）であり、エッシャーの立体として知られている。
水車小屋の下には、奇妙で巨大な植物が生えた庭がある。これはエッシャーが1942年に研究としてインクで描いた蘚類と地衣類が密集したものを拡大したものである。
背景は段々になった農地が広がったものと思われる。